# Creve Coeur (Missouri)
Pour les articles homonymes, voir Crèvecœur.
Creve Coeur (en français : Crève Cœur) est une ville du Missouri, dans le comté de Saint Louis, aux États-Unis.
Le nom de la ville vient du lac Creve Coeur situé à proximité.

## Aéroport de Creve Coeur
L'aéroport de Creve Coeur (Creve Coeur Airport, code FAA : 1H0), connu autrefois sous le nom de Dauster Flying Field, est situé en dehors des limites de la ville. Ses locaux incluent le musée de restauration d'avion historique (Historic Aircraft Restoration Museum ou HARM), qui abrite une collection d'environ 60 avions légers antiques ou restaurés. Beaucoup ont été construits dans l'entre-deux-guerres et certains sont toujours pleinement opérationnels pour le vol.

## Économie
C'est à Creve Coeur qu'est situé le siège de la société Monsanto.